# Pampa Aullagas
Pampa Aullagas ist eine Ortschaft im Departamento Oruro im Hochland des südamerikanischen Anden-Staates Bolivien.

## Lage im Nahraum
Pampa Aullagas ist der zentrale Ort des Municipios Pampa Aullagas in der Provinz Ladislao Cabrera. Die Ortschaft liegt auf einer Höhe von 3703 m direkt westlich eines Inselberges, der sich etwa sechs Kilometer südlich des Poopó-Sees aus der Schwemmlandebene des See-Umlandes erhebt und möglicherweise der Rest eines Vulkankraters ist.
Die runde Form des Inselberges und die ringförmige Anlage von Anbauflächen um den Berg herum haben in der Vergangenheit Anlass zu Spekulationen gegeben, dass es sich bei Pampa Aullagas möglicherweise um die Reste des versunkenen Atlantis handeln könne.

## Geografie
Pampa Aullagas liegt südlich des Poopó-Sees am östlichen Rand des bolivianischen Altiplano vor der Cordillera Azanaques, die ein Teil der Gebirgskette der Cordillera Central ist. Das Klima ist ein typisches Tageszeitenklima, bei dem die täglichen Temperaturschwankungen stärker ausfallen als die mittleren Schwankungen zwischen den Jahreszeiten.
Die Jahresdurchschnittstemperatur der Region liegt bei knapp 9 °C (siehe Klimadiagramm Pampa Aullagas) und schwankt zwischen 4 °C im Juni und Juli und 11 °C in den Sommermonaten von November bis März. Der Jahresniederschlag beträgt weniger als 300 mm, bei einer ausgeprägten Trockenzeit von April bis November mit Monatsniederschlägen unter 15 mm, und einem Höchstwert von 75 mm im Januar.

## Verkehrsnetz
Pampa Aullagas liegt in einer Entfernung von 179 Straßenkilometern südlich von Oruro, der Hauptstadt des Departamento.
Von Oruro aus führt die Nationalstraße Ruta 1 nach Süden und erreicht nach 53 Kilometern die Stadt Poopó und nach weiteren 63 Kilometern die Ortschaft Challapata. Von hier aus führt die Ruta 30 weitere 30 Kilometer über Santiago de Huari nach Süden. Nach Überquerung eines Flusslaufs biegt eine unbefestigte Landstraße nach Südwesten ab und führt nach 19 Kilometern nach Santuario de Quillacas und von dort aus weiter in südwestlicher Richtung nach Salinas de Garcí Mendoza und zum Salzsee Salar de Uyuni. In Santuario de Quillacas zweigt eine unbefestigte Straße in nordwestlicher Richtung ab und erreicht Pampa Aullagas nach vierzehn Kilometern.

## Bevölkerung
Die Einwohnerzahl des Ortes ist in den vergangenen beiden Jahrzehnten auf mehr als das Doppelte angestiegen:
| Jahr | Einwohner | Quelle       |
| ---- | --------- | ------------ |
| 1992 | 464       | Volkszählung |
| 2001 | 525       | Volkszählung |
| 2012 | 1074      | Volkszählung |
| 2024 |           | Volkszählung |

Die Region weist einen hohen Anteil an Aymara-Bevölkerung auf, im Municipio Pampa Aullagas sprechen 81,2 Prozent der Bevölkerung Aymara.